# Wyeomyia tripartita
Wyeomyia tripartita is een muggensoort uit de familie van de steekmuggen (Culicidae). De wetenschappelijke naam van de soort is voor het eerst geldig gepubliceerd in 1921 door Bonne-Wepster & Bonne.